# La Caure
La Caure település Franciaországban, Marne megyében. Lakosainak száma 99 fő (2022. január 1.). La Caure Montmort-Lucy, Champaubert, La Chapelle-sous-Orbais, Congy és Corribert községekkel határos.

## Népesség
A település népességének változása:
| Lakosok száma | 77   | 67   | 67   | 81   | 92   | 94   | 103  | 107  | 108  | 99   |
|               | 1968 | 1982 | 1990 | 2006 | 2013 | 2015 | 2017 | 2019 | 2020 | 2022 |